# شين كوا
شين كوا أو شين غوا (1031–1095) عالم موسوعي ورجل دولة صيني عاش في عهد أسرة سونغ. لمع شين كيو في عهد مجالات فقد كان رياضياتي وفلكي ومخترع وخبير في علوم الطقس والجيولوجيا والحيوان والنبات والطب الصيني والزراعة والآثار ووصف الأعراق البشرية والخرائط والموسوعات والهيدروليكا. كان شين كيو أيضًا قائدًا عسكريًا ودبلوماسيًا ووزيرًا للخزانة ومفتشًا عامًا للدولة وشاعرًا وموسيقيًا.
كان شين كيو أول من وصف الإبرة المغناطيسية للبوصلة عام 1088، والتي استخدمت في الملاحة (أول من وصفها في أوروبا ألكسندر نيكام عام 1187). اكتشف شين كيو توافق الشمال المغناطيسي مع القطب الشمالي، بالتجربة، باستخدام إبر مغناطيسية. كما وضع طريقة أفظل لتحديد خط الزوال السماوي بقياس فلكي للمسافة بين نجم القطب ونجم الشمال، والتي كانت الخطوة الأهم في تاريخ الملاحة.
طوّر شين كيو تصميمات لآلة ذات الحلق وعقرب المزولة ومنظار الرؤية، واخترع نوع جديد من الساعات المائية. وبالرغم من أن ابن الهيثم (965–1039) هو أول من وصف الكاميرا المظلمة، فإن شين كيو هو أول من وصفها في الصين بعد عدة عقود.

## روابط خارجية
- شين كوا على موقع الموسوعة البريطانية (الإنجليزية)